# Dienstgrade der Wehrmacht
Die Dienstgrade der Wehrmacht wurden, wie bei allen modernen deutschen Armeen, in Laufbahnen unterteilt. Die deutsche Wehrmacht kannte in allen drei Teilstreitkräften (Heer, Luftwaffe, Kriegsmarine) drei Laufbahnen Offiziere, Unteroffiziere und  Mannschaften.

## Heer

### Offiziere
Traditionell trugen deutsche Offiziere Schulterstücke mit Unterlage in der Waffenfarbe. Die Schulterstücke waren aus Aluminiumgespinst, bei Leutnanten und Hauptleuten nebeneinander genähte Schnüre (Plattschnüre), bei Stabsoffizieren fünffach geflochten, bei Generalen vierfach, jedoch etwas dicker als beim Stabsoffizier und aus goldenem Gespinst mit aluminiumfarbener Einlage geflochten. Dazu wurden ggf. vierzackige goldene oder silberne Sterne getragen. Die Offizier-Kragenspiegel waren am hochgeschlossenen anthrazitfarbenen Kragen angebracht, etwas größer und silberfarben mit Vorstößen in den Farben der Truppengattung. Die Regimentsnummer oder Sonderverwendungsabkürzungen wurden als silberne oder goldene Aluminiumaufstecker getragen.
Viele Offiziere, die aktiv an Kampfhandlungen teilnahmen, trugen jedoch ihre Rangabzeichen nicht. Damit wollten sie verhindern, von feindlichen Scharfschützen als Offiziere ausgemacht und getötet zu werden.

#### Generale

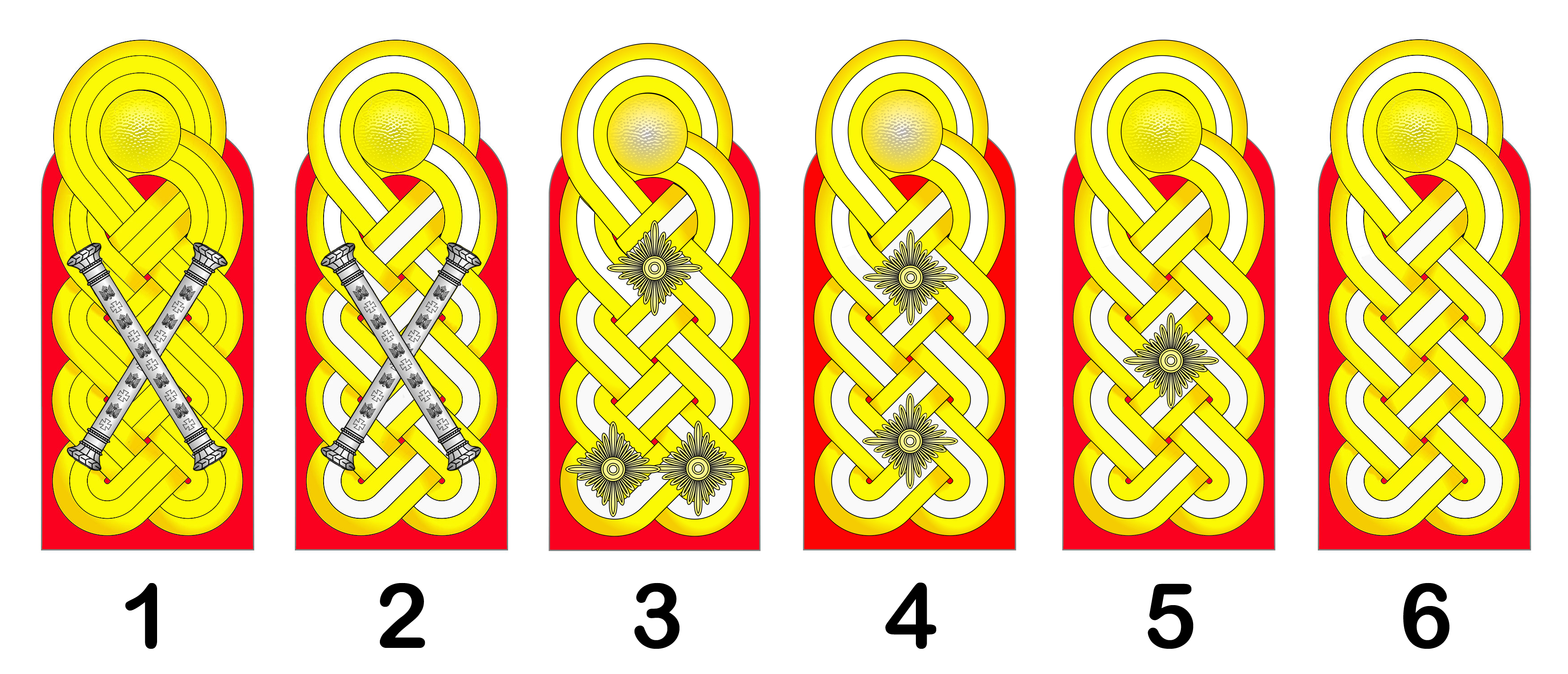
1 Generalfeldmarschall (ab 1942), 2 Generalfeldmarschall (bis 1942), 3 Generaloberst, 4 General (mit Zusatz der Waffengattung), 5 Generalleutnant und 6 Generalmajor

Generalfeldmarschall: zwei gekreuzte silberne Marschallstäbe
1 Ausführungen ab 1942 ganz aus goldfarbenem Gespinst
2 Ausführung vor 1942
3 Generaloberst: drei silberne Sterne

4 General: zwei silberne Sterne
General der Artillerie, der Gebirgstruppe, der Infanterie, der Kavallerie, der Nachrichtentruppe, der Panzertruppe, der Pioniere
Generaloberstabsarzt: zwei silberne Sterne mit Äskulapstab in der Mitte
Generaloberstabsveterinär: zwei silberne Sterne mit Schlange, aber ohne Äskulapstab in der Mitte
5 Generalleutnant: ein silberner Stern
Generalstabsarzt: ein silberner Stern mit Äskulapstab in der Mitte
Generalstabsveterinär: ein silberner Stern mit Schlange, aber ohne Äskulapstab in der Mitte
6 Generalmajor: kein Stern
Generalarzt: kein Stern, aber Äskulapstab in der Mitte
Generalveterinär: kein Stern, aber Schlange ohne Äskulapstab in der Mitte

#### Stabsoffiziere
7 Oberst, Oberstarzt: zwei goldene Sterne

8 Oberstleutnant, Oberfeldarzt: ein goldener Stern

9 Major, Oberstabsarzt: kein Stern,
Medizinerdienstgrade jeweils mit Aesculap-Symbol (Schlange um Stab)

#### Hauptleute und Rittmeister
10 Hauptmann, Kavallerie: Rittmeister, Stabsarzt: zwei goldene Sterne

#### Leutnante
11 Oberleutnant, Oberarzt: ein goldener Stern (OLt.)

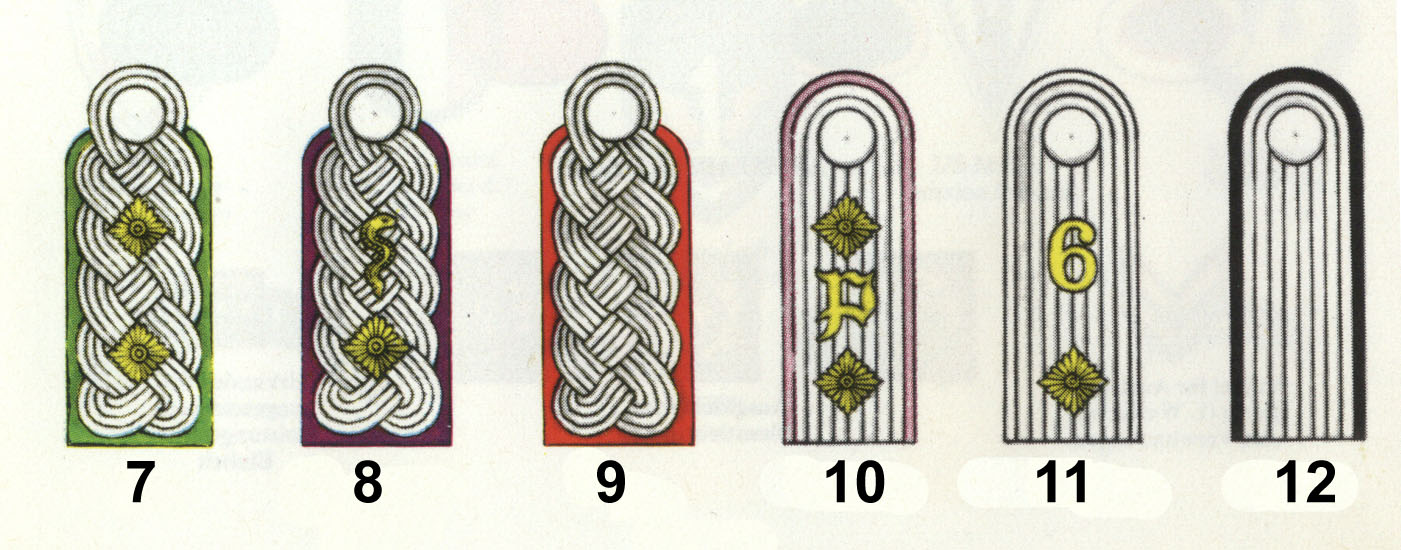
7 Oberst, 8 Oberstleutnant, hier Oberfeldveterinär, 9 Major, 10 Hauptmann, 11 Oberleutnant und 12 Leutnant

12 Leutnant: kein Stern (Lt.)

### Unteroffiziere

#### Festungswerkmeister und Hufbeschlaglehrmeister
Die Festungswerkmeister und Hufbeschlaglehrmeister bildeten eine eigenständige Rangklasse oberhalb der Unteroffiziere mit Portepee. Die Hufbeschlaglehrmeister hatten bis Ende September 1937 zu den Feldwebeln bzw. Oberfeldwebeln gezählt und waren nur durch ihr auf dem rechten Unterärmel getragenes Laufbahnabzeichen (gelb gesticktes Hufeisen mit Stern) gekennzeichnet gewesen. 1938 wurde die Gruppe der Festungswerkmeister für die Festungspionierfeldwebel neu eingerichtet und ebenfalls in die neue Rangklasse eingereiht. Laufbahnabzeichen war ein gelb gesticktes Zahnrad.
Beide Gruppen trugen zunächst Schulterklappen, ab Januar 1939 (Festungswerkmeister) bzw. September 1939 (Hufbeschlaglehrmeister) aber amtlich „Schulterlitzen“ genannte geflochtene Schulterstücke. Diese bestanden aus dreifacher farbiger Schnur, die Mittelschnur war weißseiden. Die Kantschnur bei Festungswerkmeistern war zunächst schwarz, die Wollschnur der Hufbeschlaglehrmeister war goldgelb. Die Unterlage der Schulterlitzen in Waffenfarbe (Festungswerkmeister schwarz; Hufbeschlaglehrmeister goldgelb, seit September 1939 karmesinrot). Die gestickten Laufbahnabzeichen auf den Ärmeln verschwanden und rückten als Weißmetall-Ausführungen in die Mitte der Schulterlitzen. Das Zahnrad der Festungswerkmeister wurde jedoch im Juni 1939 durch die gotischen Buchstaben „Fp“ (für Festungspioniere) ersetzt.
Seit Mai 1942 Schulterlitzen „neuer Probe“ (heute unbekannten Aussehens). Bei Festungswerkmeistern die Kantschnüre nun mutmaßlich orange, die Mittelschnur aluminiumfarben. Die Ausführung „neuer Probe“ für die Hufbeschlaglehrmeister ist gänzlich unbekannt. Indes trugen nun die Obermeister beider Ranggruppen ab sofort zwei Rangsterne, ober- und unterhalb des Laufbahnabzeichens (vorher ein Stern). Die Meister hatten unterhalb des Laufbahnabzeichens jetzt einen Stern (vorher keinen).
| Schulterlitzen dieser Rangklasse (bei Festungswerkmeistern in der mutmaßlichen Ausführung ab 1942, bei Hufbeschlaglehrmeistern 1939 bis 1942. Die Rangsterne wie 1939 bis 1942 vorgeschrieben) | Schulterlitzen dieser Rangklasse (bei Festungswerkmeistern in der mutmaßlichen Ausführung ab 1942, bei Hufbeschlaglehrmeistern 1939 bis 1942. Die Rangsterne wie 1939 bis 1942 vorgeschrieben) | Schulterlitzen dieser Rangklasse (bei Festungswerkmeistern in der mutmaßlichen Ausführung ab 1942, bei Hufbeschlaglehrmeistern 1939 bis 1942. Die Rangsterne wie 1939 bis 1942 vorgeschrieben) | Schulterlitzen dieser Rangklasse (bei Festungswerkmeistern in der mutmaßlichen Ausführung ab 1942, bei Hufbeschlaglehrmeistern 1939 bis 1942. Die Rangsterne wie 1939 bis 1942 vorgeschrieben) |
| --- | --- | --- | --- |
| | | | |
| Festungsoberwerkmeister | Festungswerkmeister | Oberhufbeschlaglehrmeister | Hufbeschlaglehrmeister |

#### Unteroffiziere mit Portepee
13 Stabsfeldwebel (Artillerie und Kavallerie: Stabswachtmeister); (Dienstgrad 1939 in den drei Waffengattungen eingeführt): wie Unterfeldwebel, aber drei Sterne

14 Oberfeldwebel (Artillerie und Kavallerie: Oberwachtmeister): wie Unterfeldwebel, aber zwei Sterne, dem Oberfeldwebel gleichgestellt war der Oberfähnrich, wie Oberfeldwebel nur mit einer einfachen Offiziertresse

15 Feldwebel: (Artillerie und Kavallerie: Wachtmeister): wie Unterfeldwebel, aber zusätzlich ein vierzackiger mattsilberner Aluminiumstern

#### Unteroffiziere ohnePortepee
Unteroffiziere trugen ihre Abzeichen auf Schulterklappen, und zwar als mattsilberne Tresse als Umrandung. Ihre Kragenspiegel entsprachen denen der Mannschaften. Zusätzlich waren die Kragen der Uniformröcke mit einer silbernen Tresse besetzt. Nummern der Regimenter oder Abkürzungen der Sonderverwendungen wurden als Aluminiumaufstecker getragen.
Fähnrich: Tresse rund um die Schulterklappe mit einer einfachen Offiziertresse
16 Unterfeldwebel: (Artillerie und Kavallerie: Unterwachtmeister): Tresse rund um die Schulterklappe

17 Unteroffizier: (Gebirgstruppen: Oberjäger): U-förmige Tresse

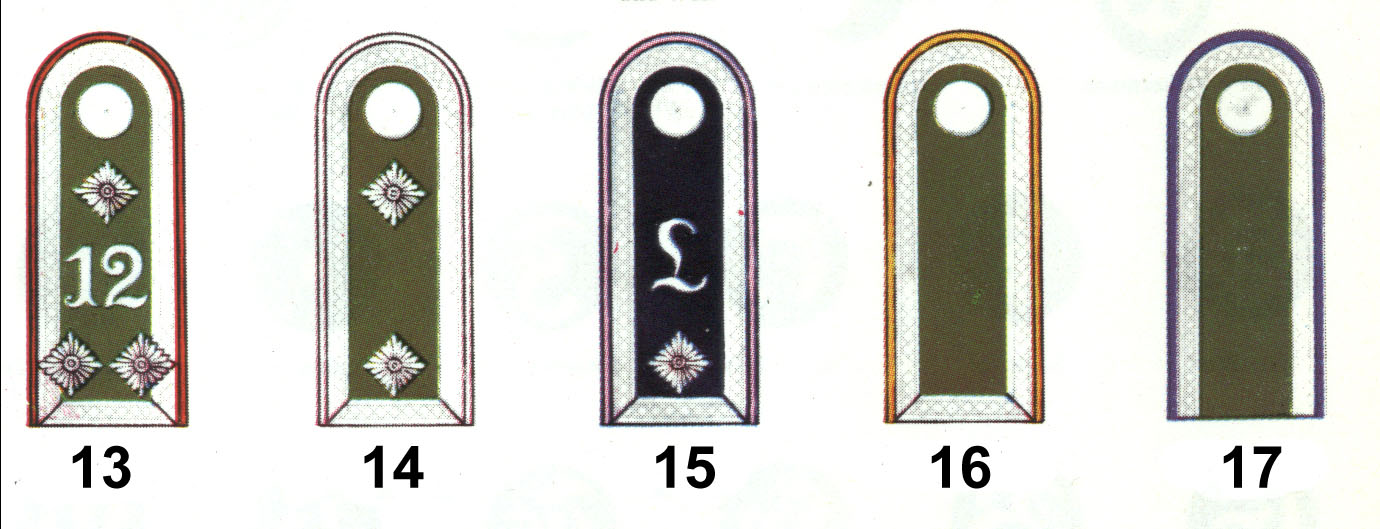
13 Stabsfeldwebel, 14 Oberfeldwebel, 15 Feldwebel, 16 Unterfeldwebel und 17 Unteroffizier

#### Offizieranwärter im Unteroffizier- und Mannschaftsrang
In der Wehrmacht führten Offizieranwärter im Unteroffizier- oder Mannschaftsrang die Bezeichnung Fahnenjunker (kurz: Fhj, in Listen Fj). Dies galt bis Anfang 1940 und wieder ab Mitte/Ende 1943. In der Zwischenzeit wurden Offizieranwärter nur mit ihrem jeweiligen Dienstgrad benannt, in Listen dahinter die Abkürzungen OA (für aktives Personal) oder ROA (für Reservedienstgrade):
- Fahnenjunker-Stabsfeldwebel (Fhj-StFw.),
- Fahnenjunker-Oberfeldwebel (Fhj-OFw.),
- Fahnenjunker-Feldwebel (Fhj-Fw.),
- Fahnenjunker-Unterfeldwebel (Fhj-UFw.),
- Fahnenjunker-Unteroffizier (Fhj-Uffz.),
- Fahnenjunker-Gefreiter (Fhj-Gefr.).

Tabelle Rangabzeichen

Nachstehend sind Rangabzeichen, die an Uniformjacke, Uniformmantel und Tarnkleidung bzw. Spezialbekleidung getragen wurden, beispielhaft dargestellt.
| Bezeichnung                                     | Offizieranwärter (OA)                   | Offizieranwärter (OA)                   | Offizieranwärter (OA)             | Offizieranwärter (OA)                  | Offizieranwärter (OA) | Offizieranwärter (OA) | Offizieranwärter (OA)                    |
| ----------------------------------------------- | --------------------------------------- | --------------------------------------- | --------------------------------- | -------------------------------------- | --------------------- | --------------------- | ---------------------------------------- |
| Schulterklappe                                  |                                         |                                         |                                   |                                        |                       |                       |                                          |
| Rangabzeichen Spezialbekleidung (Ärmelstreifen) |                                         |                                         |                                   |                                        |                       |                       |                                          |
| Dienstgrad (Kurzbezeichnung)                    | 1 Fahnenjunker-Unteroffizier (Fhj-Uffz) | 2 Fahnenjunker-Unterfeldwebel (Fhj-Ufw) | 3 Fahnenjunker-Feldwebel (Fhj-Fw) | 4 Fahnenjunker-Oberfeldwebel (Fhj-OFw) | 5 Feldunterarzt       | 6 Unterarzt           | 7 Fahnenjunker-Stabsfeldwebel (Fhj-StFw) |

Schulterklappen:

1 Fahnenjunker-Unteroffizier: wie Unteroffizier, dazu eine doppelte Unteroffiziertresse quer über das untere Ende der Schulterklappe.

2 Fahnenjunker-Unterfeldwebel: wie Unterfeldwebel, dazu eine doppelte Unteroffiziertresse quer über das untere Ende der Schulterklappe.

3 Fahnenjunker-Feldwebel: wie Feldwebel, dazu eine doppelte Unteroffiziertresse quer über das untere Ende der Schulterklappe.

4 Fahnenjunker-Oberfeldwebel: wie Oberfeldwebel, dazu doppelte Unteroffiziertresse quer über das untere Ende der Schulterklappe.

5 Feldunterarzt (Sanitätsdienst Heer): wie Oberfeldwebel Heer, jedoch ohne doppelte Unteroffizierstresse, und mit einem gotischen „A“ (für „Militärärztliche Akademie Berlin“) zwischen beiden aluminiumfarbenen Sternen. Die Beförderung zum Feldunterarzt erfolgte nach dem 1. Klinischen Semester.

6 Unterarzt (Sanitätsdienst Heer/Luftwaffe): wie Oberfeldwebel Heer/Luftwaffe, jedoch ohne doppelte Unteroffizierstresse, aber jeweils mit Äskulapzeichen zwischen beiden aluminiumfarbenen Sternen. Die Beförderung zum Unterarzt erfolgte nach bestandener ärztlicher Prüfung und Bestallung als Arzt.

7 Fahnenjunker-Stabsfeldwebel: wie Stabsfeldwebel, dazu eine doppelte Unteroffiziertresse quer über das untere Ende der Schulterklappe.
ab Fahnenjunker-Oberfeldwebel, Feldunterarzt und Unterarzt aufwärts trugen OA bereits Offiziersuniform mit braunem Offiziers-Koppelzeug, Schirmmütze (mit Silberkordel) und Offiziers-Kragenspiegel.

### Mannschaften
Wehrpflichtige Mannschaften trugen vom Zeitpunkt der Einberufung zum Wehrdienst bis zum Ende der Grundausbildung die jeweils niedrigsten Rangabzeichen der betreffenden Teilstreitkraft oder Waffengattung, wie beispielsweise Soldat, und führten die Dienststellungsbezeichnung Rekrut.
Uniformierung: Mannschaften trugen graue beziehungsweise dunkelgrüne Schulterklappen (Abb. unten A, B. u. C) mit der Nummer des Regiments oder eines entsprechenden Verbands mit einer Paspelierung in der Waffenfarbe ohne Rangabzeichen. Die Rangabzeichen wurden am linken oberen Ärmel als Aufnäher getragen. Darüber hinaus trugen Mannschaften Kragenspiegel in den Waffenfarben.
Mannschaftsdienstgrade als Ärmelaufnäher (linker Oberarm) auf dunkler Unterlage:

18 Stabsgefreiter (keine Neubeförderungen 1.10.1934–1.5.1942): zwei graue ineinandergeschobene Winkel, darüber ein grauer Stern

19 Obergefreiter mit mindestens 6-jähriger Gesamtdienstzeit (seit 1.10.1936, Dienstgrad entfallen zum 1.5.1942 mit Schaffung des Stabsgefreiten n. A.): ein grauer Winkel, darüber ein grauer Stern

20 Obergefreiter: zwei graue ineinandergeschobene Winkel (bis 1.10.1936 drei Winkel)

21 Gefreiter: ein grauer Winkel (bis 1.10.1936 zwei Winkel)

22 Oberschütze: ein grauer viereckiger Stern (bis 1.10.1936 ein Winkel); Bezeichnung nach Truppengattung und Waffengattung verschieden (also Oberkanonier, Oberreiter, Oberpionier, Obergrenadier, Oberfunker, Sanitätsobersoldat usw.)

A, B u. C Schulterklappen der Mannschaftsdienstgrade; im Dienstgrad Soldat ohne Rangabzeichen und, je nach Truppen- oder Waffengattung, genannt Schütze, Kanonier, Reiter, Pionier, Grenadier, Funker usw.

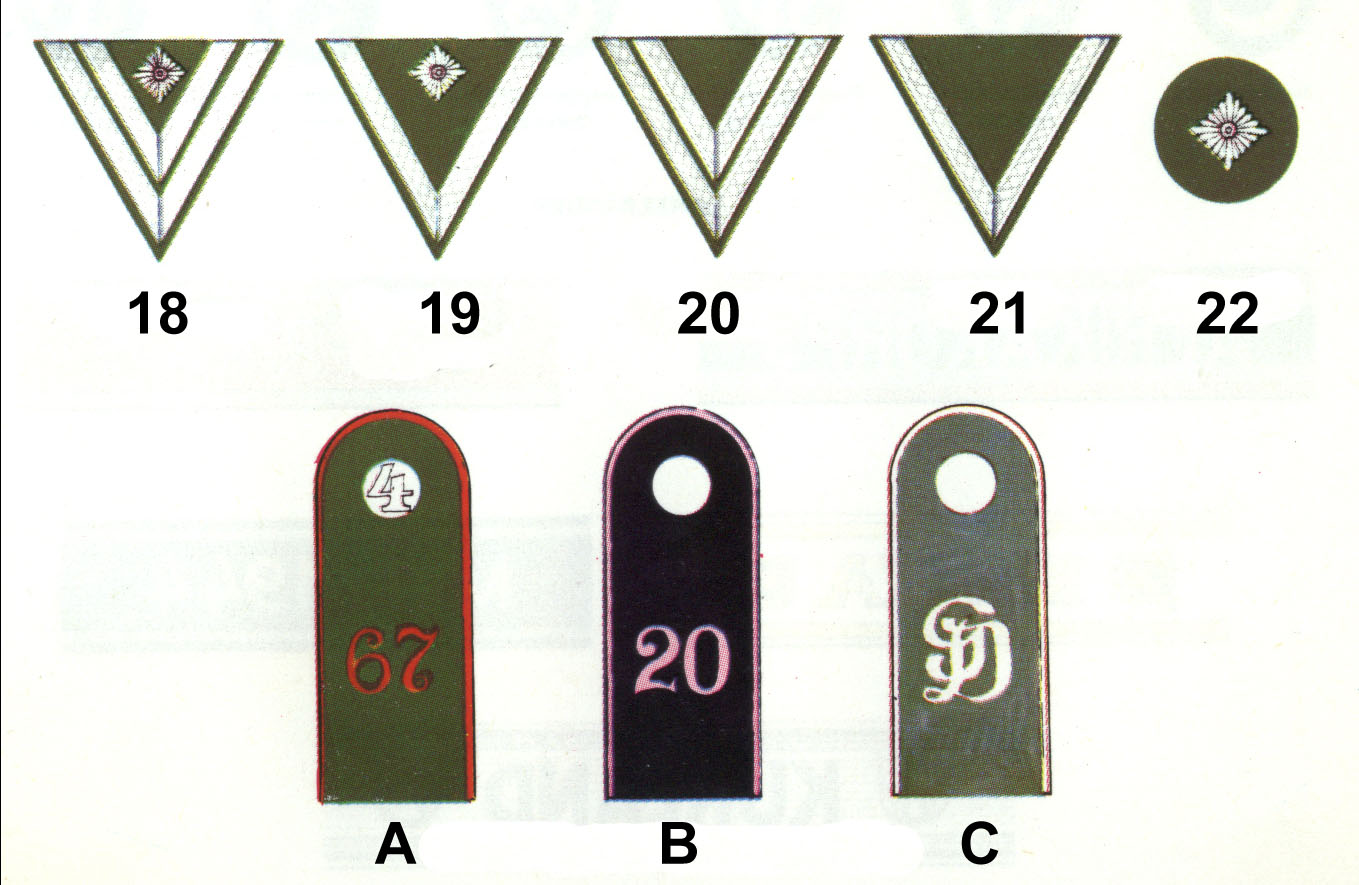
Oberarmabzeichen (in der Version ab dem 1.10.1936): 18 Stabsgefreiter, 19 Obergefreiter (mit mindestens 6-jähriger Gesamtdienstzeit, entfallen zum 1.5.1942), 20 Obergefreiter, 21 Gefreiter, 22 Oberschütze
Schulterklappen: A, B und C Stabsgefreiter bis Soldat; C = Angehöriger des Regiments Großdeutschland

### Rangabzeichen an Spezialbekleidung
Ab dem Jahre 1942 wurden für Wehrmacht (Heer) und Waffen-SS Rangabzeichen für die Spezialbekleidung, Einsatzbekleidung oder Sonderbekleidung eingeführt. Die entsprechenden Insigne wurden als Ärmelabzeichen oder Ärmelaufnäher getragen.

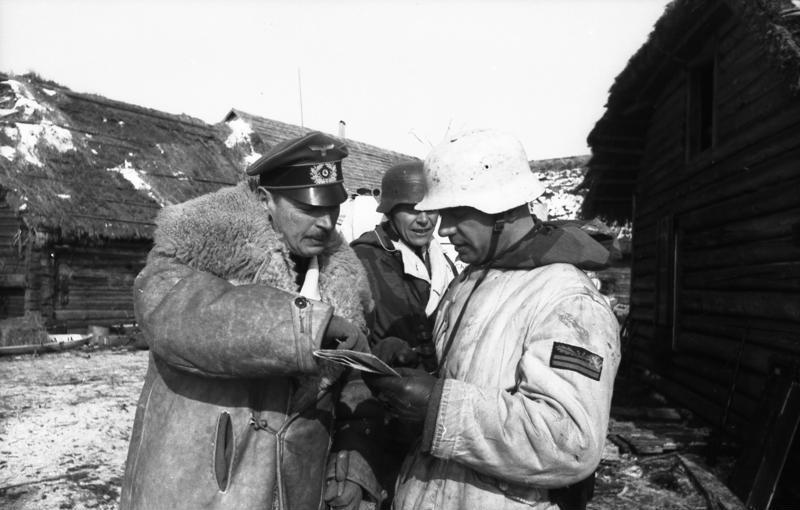
Rechts, Offizier mit Rangabzeichen Oberleutnant als Ärmelaufnäher, Russland 1944.

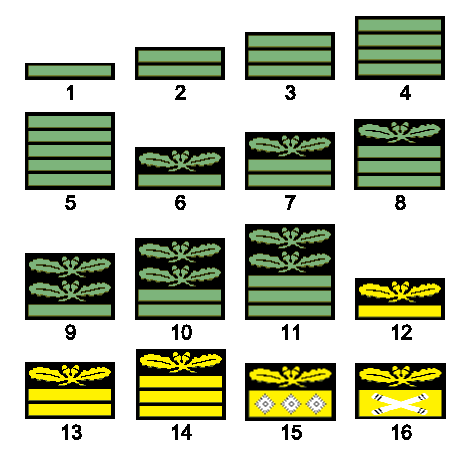

## Luftwaffe

### Offiziere
Die Schulterstücke der Luftwaffe entsprachen bei allen Offizieren denen des Heeres, wobei die Unterlage in den Waffenfarben der Luftwaffe ausgeführt war. Die Kragenspiegel zeigten zusätzlich den jeweiligen Dienstgrad.

#### Generale
Luftwaffen-Generale trugen die gleichen Schulterstücke wie die des Heeres. Die Kragenspiegel waren weiß mit goldener Paspelierung, einem goldenen Eichenlaubkranz und goldenen Doppelschwingen.
1 Reichsmarschall:
Schulterstück wie GFM, aber ein goldener Reichsadler mit gekreuzten Marschallsstäben in den Krallen; Kragenspiegel: zwei gekreuzte goldene Marschallstäbe auf weißem Grund, doppelt goldumrandet.
Generalfeldmarschall: zwei gekreuzte silberne Marschallstäbe; Kragenspiegel wie Generaloberst, aber zusätzlich zwei gekreuzte Marschallstäbe in den Fängen des Reichsadlers.
2 Ausführungen ab 1942 ganz aus goldfarbenem Gespinst
3 Ausführung vor 1942
4 Generaloberst: drei silberne Sterne; Kragenspiegel: ein goldener Reichsadler auf goldenem Eichenlaubkranz (Luftwaffenausführung)
5 General: zwei silberne Sterne
General: der Flieger, der Fallschirmtruppe, der Flakartillerie, der Luftnachrichtentruppe und General der Luftwaffe: Kragenspiegel mit drei Doppelschwingen
6 Generalleutnant: Leitender Chefingenieur: Kragenspiegel mit zwei Doppelschwingen

7 Generalmajor: Chefingenieur: Kragenspiegel mit einer Doppelschwinge

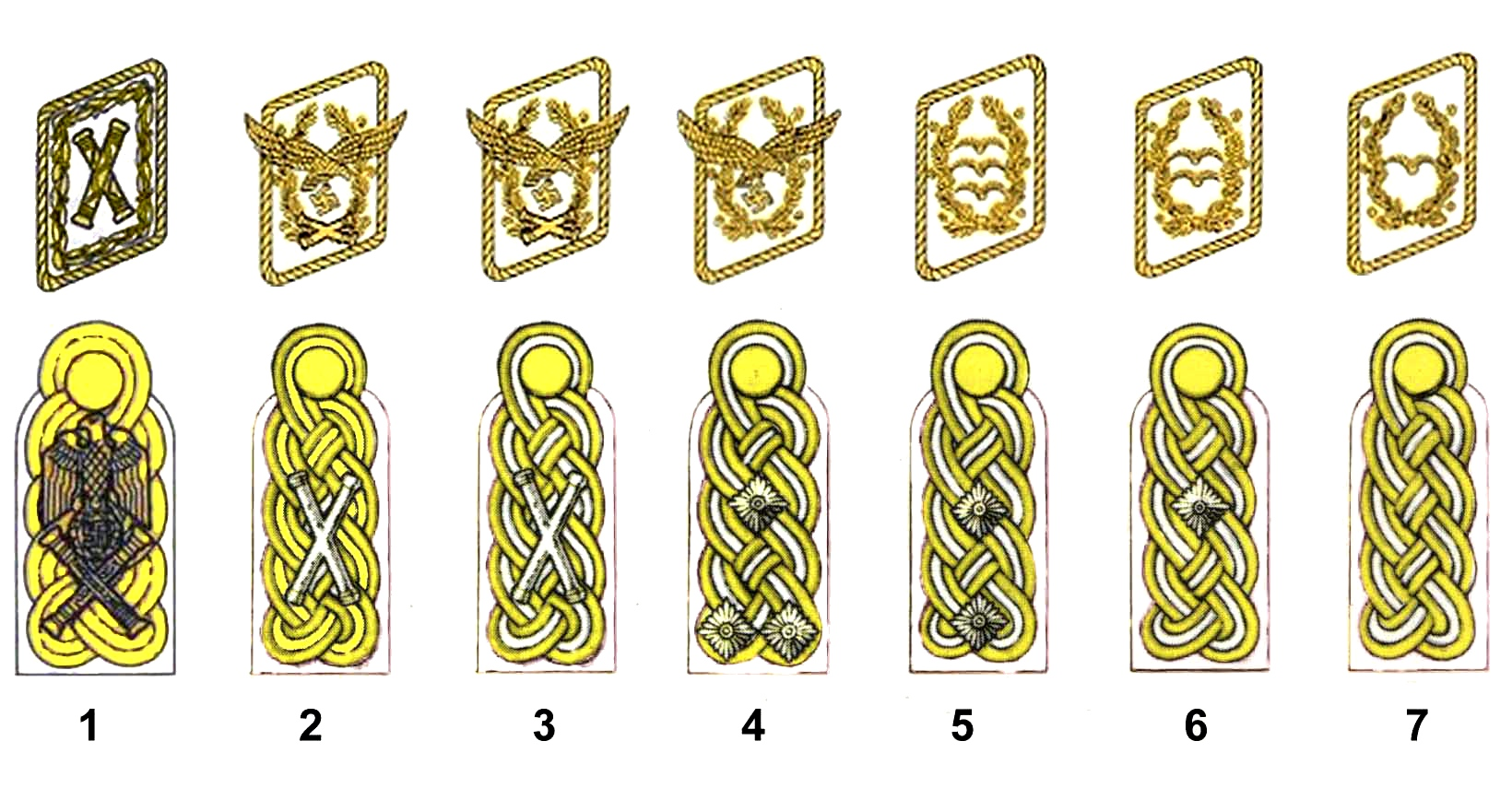
Reichsmarschall (1940 nur für Hermann Göring geschaffen) (1), Generalfeldmarschall ab 1942 (2), Generalfeldmarschall bis 1942 (3), Generaloberst (4), General (5), Generalleutnant (6), Generalmajor (7)

#### Stabsoffiziere
- Major. Kragenspiegel: silberne Paspelierung, ein silberner Eichenlaubkranz, eine silberne Doppelschwinge
- Oberstleutnant. Kragenspiegel: wie Major, aber zwei Schwingen
- Oberst. Kragenspiegel: wie Major, aber drei Schwingen

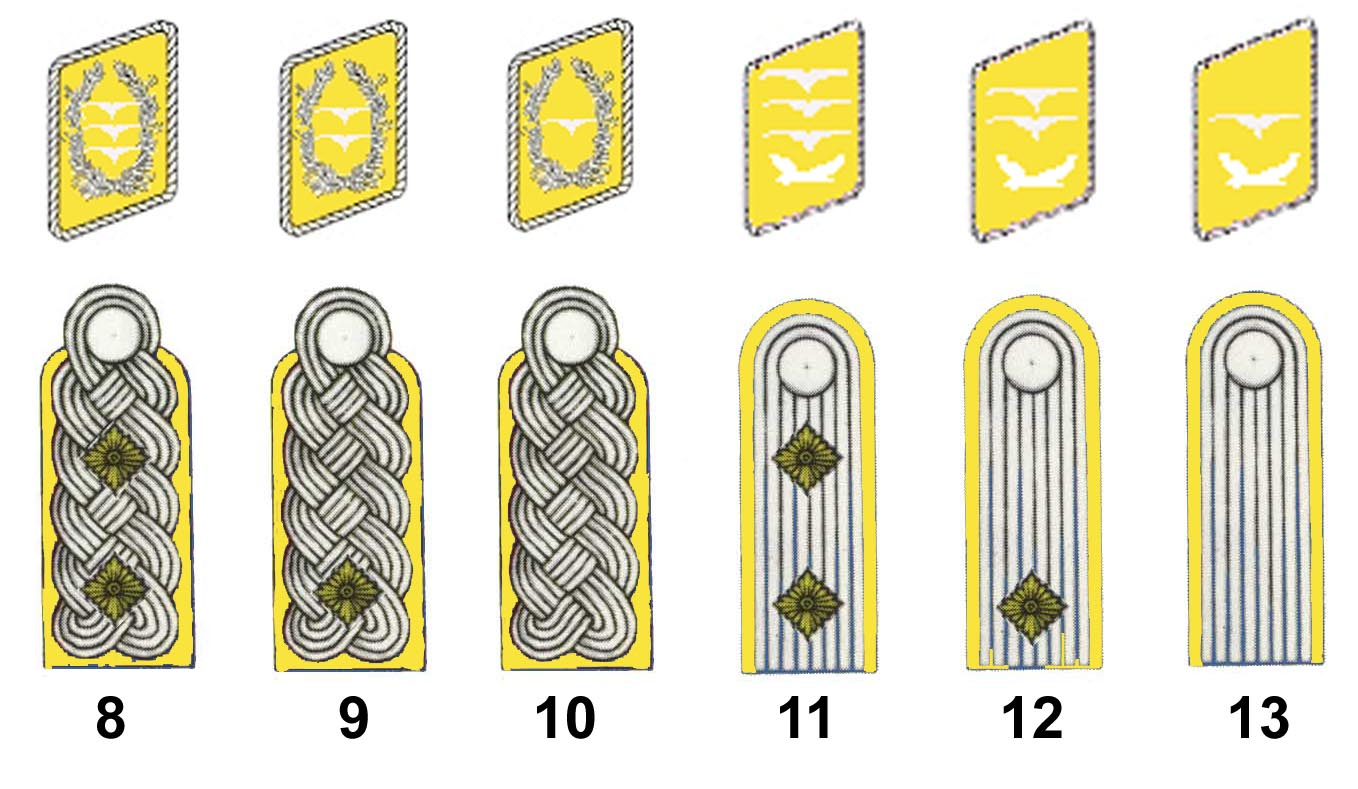
Oberst (8) Oberstleutnant (9) Major (10) Hauptmann (11) Oberleutnant (12) Leutnant (13)

#### Hauptleute
- Hauptmann: Kragenspiegel wie Leutnant, aber drei Schwingen.

#### Leutnante
- Leutnant. Kragenspiegel: ein silberner Eichenlaubhalbkranz, eine aluminiumfarbene Doppelschwinge und silberne Paspelierung.
- Oberleutnant. Kragenspiegel wie Leutnant, aber zwei Schwingen.

### Rangabzeichen an Spezialbekleidung
Die Übersicht zeigt die Rangabzeichen am Fliegerschutzanzug der Piloten und an der Einsatzbekleidung der Fallschirmjäger (Knochensack) der Wehrmacht im Zweiten Weltkrieg bis 1945.

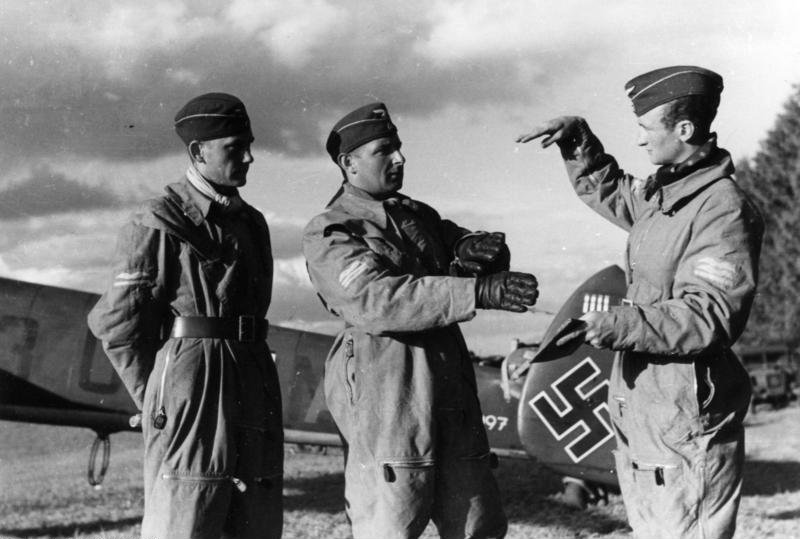
Luftwaffenoffiziere im Fliegerschutzanzug, v. l. n. r. Leutnant, Major (Johann Schalk) und Oberleutnant (Theodor Rossiwal) vom ZG 26, Westfrankreich 1940. Im Hintergrund das Leitwerk einer Messerschmitt Bf 110.

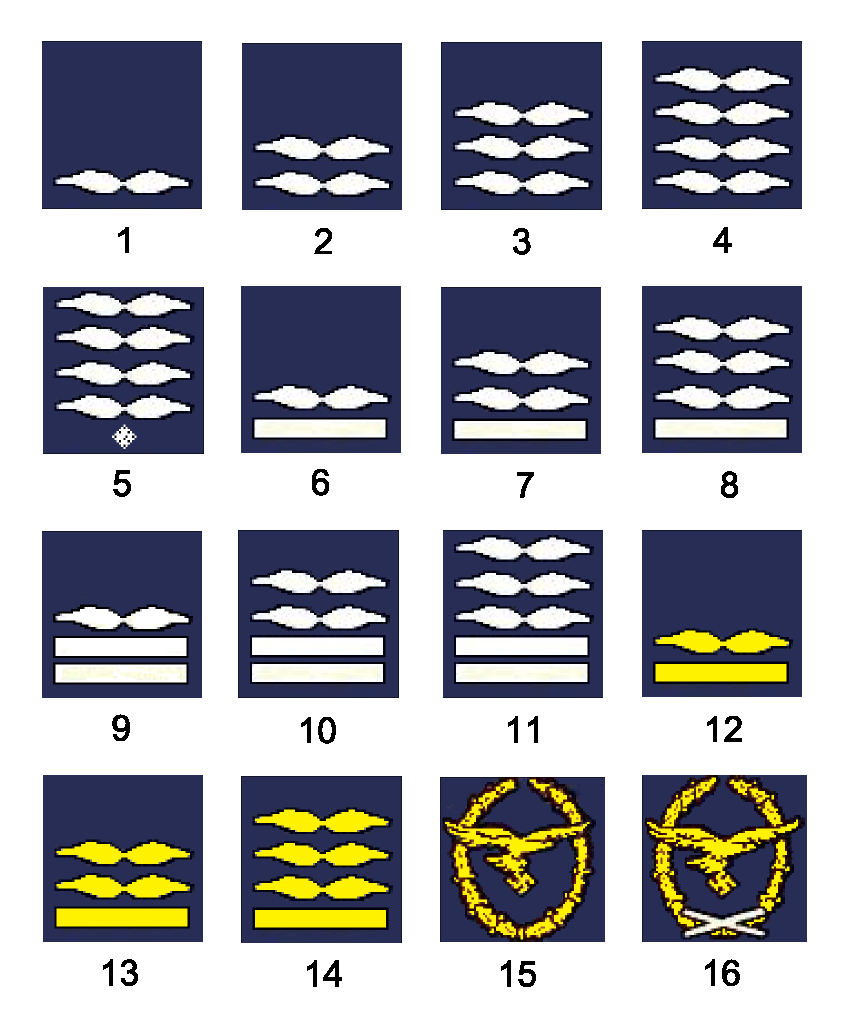

### Unteroffiziere

#### Unteroffiziere mit Portepee
14 Stabsfeldwebel (Flak: Stabswachtmeister): wie Unterfeldwebel, aber drei Sterne, Kragenspiegel wie Oberfeldwebel.

15 Oberfeldwebel (Flak: Oberwachtmeister): wie Unterfeldwebel, aber zwei Sterne, Kragenspiegel wie Unteroffizier, aber mit vier aluminiumfarbenen Doppelschwingen

16 Feldwebel (Flak: Wachtmeister): wie Unterfeldwebel, aber zusätzlich ein vierzackiger mattsilberner Aluminiumstern – Feldwebelstern – in der Mitte, Kragenspiegel wie Unteroffizier, aber mit drei aluminiumfarbenen Doppelschwingen

#### Unteroffiziere ohnePortepee
Unteroffiziere trugen ihre Abzeichen auf Schulterklappen, und zwar als mattsilberne Tresse als Umrandung. Ihre Kragenspiegel entsprachen denen der Mannschaften. Der Uniformkragen war aber mit einer mattsilbernen sog. Unteroffiziertresse versehen.
17 Unterfeldwebel (Flak: Unterwachtmeister): Tresse rund um die Schulterklappe, Kragenspiegel wie Unteroffizier, aber mit zwei aluminiumfarbenen Doppelschwingen

18 Unteroffizier (Fallschirmjäger: Oberjäger): U-förmige Tresse, Kragenspiegel mit einer aluminiumfarbenen Doppelschwinge

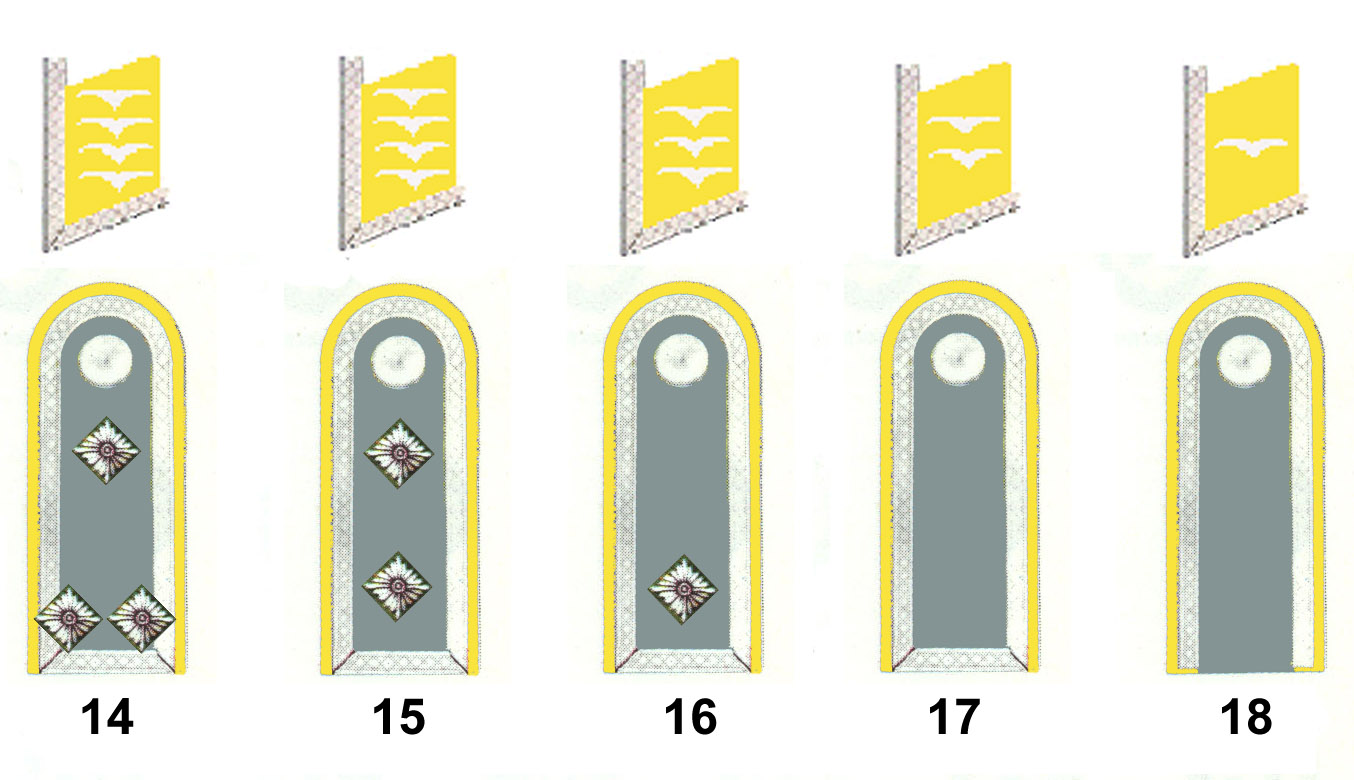
14 Stabsfeldwebel, 15 Oberfeldwebel, 16 Feldwebel, 17 Unterfeldwebel und 18 Unteroffizier

### Mannschaften
Uniformierung: Mannschaften trugen graue Schulterklappen mit der Nummer des Geschwaders oder eines entsprechenden Verbands mit Paspelierung in der Waffenfarbe:
Die Rangabzeichen wurden am linken oberen Ärmel getragen, zusätzlich war er an den Kragenspiegeln erkennbar. Bei den Mannschaften gab es folgende Dienstgrade:
- Flieger, Kanonier, Funker: farbige Kragenspiegel mit einer aluminiumfarbenen Doppelschwinge
- Gefreiter: ein grauer Winkel auf dunkler Unterlage, farbige Kragenspiegel mit zwei aluminiumfarbenen Doppelschwingen
- Obergefreiter: zwei ineinandergeschobene Winkel, farbige Kragenspiegel mit drei aluminiumfarbenen Doppelschwingen
- Hauptgefreiter: drei ineinandergeschobene graue Winkel, farbige Kragenspiegel mit vier aluminiumfarbenen Doppelschwingen
- Stabsgefreiter: ein geflochtener grauer Winkel, darüber ein grauer Stern, farbige Kragenspiegel mit vier aluminiumfarbenen Doppelschwingen

## Kriegsmarine

### Mannschaften
Uniformierung: Mannschaften trugen keine Kragenspiegel und keine Schulterklappen (ausgenommen Marineartillerie, diese wie Heer und in Hochrot vorgestoßen).
Die Rangabzeichen wurden am linken Oberärmel getragen. Die Dienstgradbezeichnungen der Mannschaften änderten sich zwischen 1935 und 1940 wiederholt. Allerdings behielten die vor dem 1. April 1934 in ihre Dienstgrade beförderten Seeleute ihre bisherigen Bezeichnungen bis 1938, teilweise sogar bis 1940. Entsprechend konnte das gleiche Abzeichen phasenweise zwei unterschiedliche Dienstgrade kennzeichnen. Dem Dienstgrad wurde die Laufbahnbezeichnung vorangestellt (bspw. Matrosengefreiter, Heizerobergefreiter, Signalstabsgefreiter usw.). Mit Verfügung vom 31. Januar 1938 kam es zum 1. April des Jahres zur Einführung neuer Dienstgradbezeichnungen auch für die vor dem 31. März 1934 eingestellten Mannschaften. Davon ausgenommen blieben der Stabsgefreite und der Obergefreite. Von letzterem existierten nun allerdings zwei Varianten, so dass nötigenfalls zwischen Obergefreiten neuer Art und alter Art (mit mehr als sechsjähriger Gesamtdienstzeit) unterschieden wurde. Eine letzte Änderung brachte eine Verfügung vom 23. Juli 1940, wonach der Obergefreite und Stabsgefreite alter Art in Stabsgefreiter neuer Art und in Oberstabsgefreiter umzubenennen waren.
Oberhalb des Ärmelrangabzeichens trugen die Mannschaften und Maate das jeweilige Laufbahnabzeichen als goldenen Aufnäher. Es gab für alle Mannschaften und Unteroffiziere u. a. die Laufbahnen:
- Seemännischer Dienst
- Marinevermessungsdienst
- Marinesanitätsdienst
- Marinesignaldienst
- Marineverwaltungsdienst
- Steuermannslaufbahn
- Marineartillerie

1 Gefreiter (1921 bis 31.3.1938 Obermatrose) ein goldener Winkel auf dunkler Unterlage

2 Obergefreiter (bis 31.3.1938 auch Gefreiter alter Art, von Anfang 1935 bis 31.12.1936 auch Oberstabsmatrose, dann bis 31.3.1938 Stabsmatrose; der Stabsmatrose von Anfang 1935 bis 31.1.1936 ein Tressen-Winkel und ein Stern): zwei ineinandergeschobene goldene Winkel

3 Hauptgefreiter (bis 31.12.1936 Obergefreiter alter Art, von 1.1.1937 bis 31.3.1938 Oberstabsmatrose): drei ineinandergeschobene goldene Winkel

6 Stabsgefreiter neuer Art (ab 1.1.1937 bis zweite Jahreshälfte 1940 Obergefreiter alter Art, mit Einstellungstermin vor dem 1.4.1934 und mehr als 6 Jahren Gesamtdienstzeit): ein geflochtener goldener Winkel, darüber ein goldener vierzackiger Stern

7 Oberstabsgefreiter (ab 1.1.1937 bis zweite Jahreshälfte 1940 Stabsgefreiter alter Art, mit Einstellungstermin vor dem 1.4.1934; dieser bis 31.12.1936 drei Winkel, davon der untere in einer hochovalen Schlinge auslaufend): zwei ineinandergeschobene geflochtene goldene Winkel und ein goldener vierzackiger Stern darüber

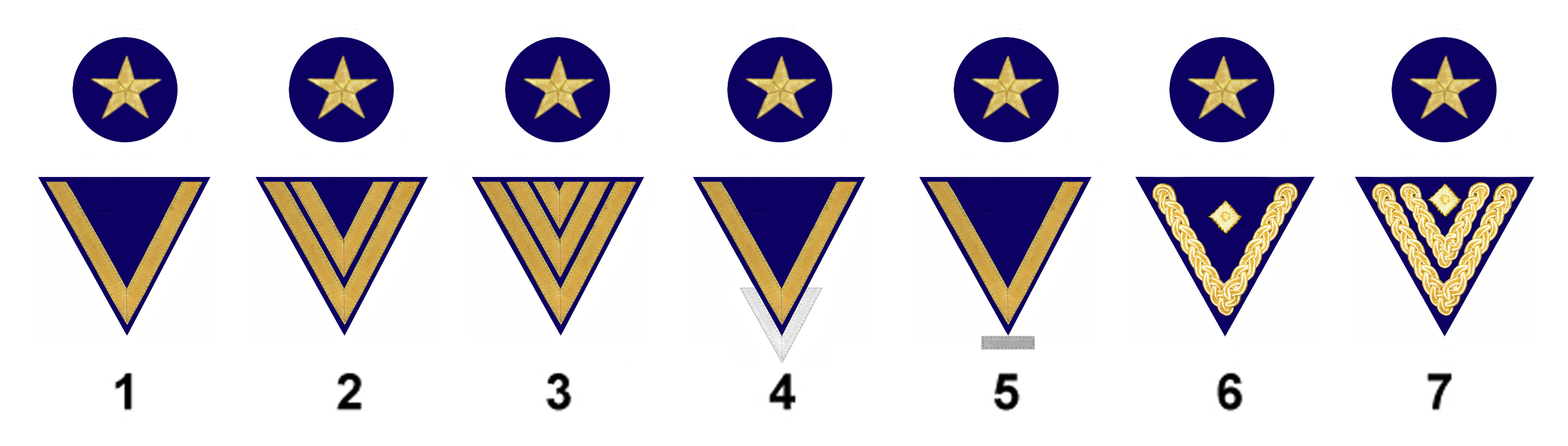
1 – Matrosengefreiter, 2 – Matrosenobergefreiter, 3 – Matrosenhauptgefreiter, 4 – Matrosengefreiter UA (mit bestandenem Lehrgang), 5 – Matrosengefreiter UA (noch im Lehrgang befindlich), 6 – Matrosenstabsgefreiter, 7 – Matrosenoberstabsgefreiter.
Die Graphik zeigt den Stand gemäß der mit Verfügung vom 23. Juli 1940 erfolgten letzten Änderungen der Mannschaftsdienstgradbezeichnungen und deren Abzeichen.

### Offizieranwärter im Mannschaftsrang
- Kadett: vermutlich kein Abzeichen, sonst aber jenes der Seekadetten
- Seekadett: goldfarbenes Laufbahnabzeichen der Offiziere, in einem von Goldschnur gebildetem Oval. Der Seekadett rangierte mit dem Obermatrosen oder Oberstabsmatrosen, analog dem (Fahnenjunker-)Gefreiten des Heeres. Er trug aber weder deren Dienstgradwinkel noch die von den übrigen Mannschaften zu führenden Abzeichen der Sonderausbildungen.

### Unteroffiziere

#### Unteroffiziere mit Portepee
Unteroffiziere mit Portepee trugen ähnlich wie das Heer Schulterklappen mit Tresse und Sternen, wobei die Tresse goldfarben war. Außerdem trugen sie auf den Schulterklappen das jeweilige Laufbahnabzeichen. Unteroffiziere mit Portepee der Steuermannslaufbahn hießen Steuermann, Obersteuermann usw. In der seemännischen Laufbahn hießen die Feldwebeldienstgrade wie folgt:
1 Bootsmann (auch: Steuermann): ein Stern und Laufbahnabzeichen.

2 Stabsbootsmann: zwei Sterne und Laufbahnabzeichen, Sterne nebeneinander

3 Oberbootsmann: zwei Sterne und Laufbahnabzeichen, Sterne übereinander

4 Stabsoberbootsmann: drei Sterne und Laufbahnabzeichen.

#### Offizieranwärter im Unteroffizierrang
5 Fähnrich zur See: Schulterstück wie Offiziere, dieses aber in etwa halber Breite (vier aluminiumfarbene Plattschnüre parallel angeordnet) ausgeführt und ohne Sterne.

6 Oberfähnrich zur See: wie Fähnrich, aber mit zwei vierzackigen goldfarbenen Sternen.

7 ohne Abbildung: Marineunterarzt (im Rang Oberfähnrich z. S.): wie Oberfähnrich z. S., aber mit Äskulapzeichen zwischen beiden goldfarbenen Sternen. Die Beförderung zum Marineunterarzt erfolgte nach vollständig bestandener ärztlicher Prüfung am Ende des 11. Semesters nach Maßgabe freier Stellen.
Oberfähnrich zur See und Marineunterarzt trugen die Offiziers-Uniform und -Schirmmütze.

#### Unteroffiziere ohnePortepee
Unteroffiziere trugen ihre Abzeichen am oberen linken Ärmel als je nach Laufbahn leicht unterschiedlich ausgeführte gekreuzte Anker. Außerdem trugen sie kornblumenblaue Kragenspiegel. Ab 1. Dezember 1939 zusätzlich die goldene Kragenumrandung (wie in der folgenden Abb. angedeutet), die um den ganzen Kragen herumlief.
7 Maat:
* Dienstgradabzeichen: Auf dem Kragenspiegel ein goldener Querstreifen
* Laufbahnabzeichen: Bootsmannsmaat (goldener Anker)
8 Obermaat:
* Dienstgrad: Auf dem Kragenspiegel zwei goldene Querstreifen
* Laufbahnabzeichen: Oberbootsmannsmaat (goldener Anker, unter diesem ein goldener Winkel)
9 Maat:
* Dienstgradabzeichen: Auf dem Kragenspiegel ein goldener Querstreifen
* Laufbahnabzeichen: Steuermannsmaat (goldener Doppelanker)
10 Obermaat:
* Dienstgrad: Auf dem Kragenspiegel zwei goldene Querstreifen
* Laufbahnabzeichen: Obersteuermannsmaat (goldener Doppelanker, unter diesem ein goldener Winkel)

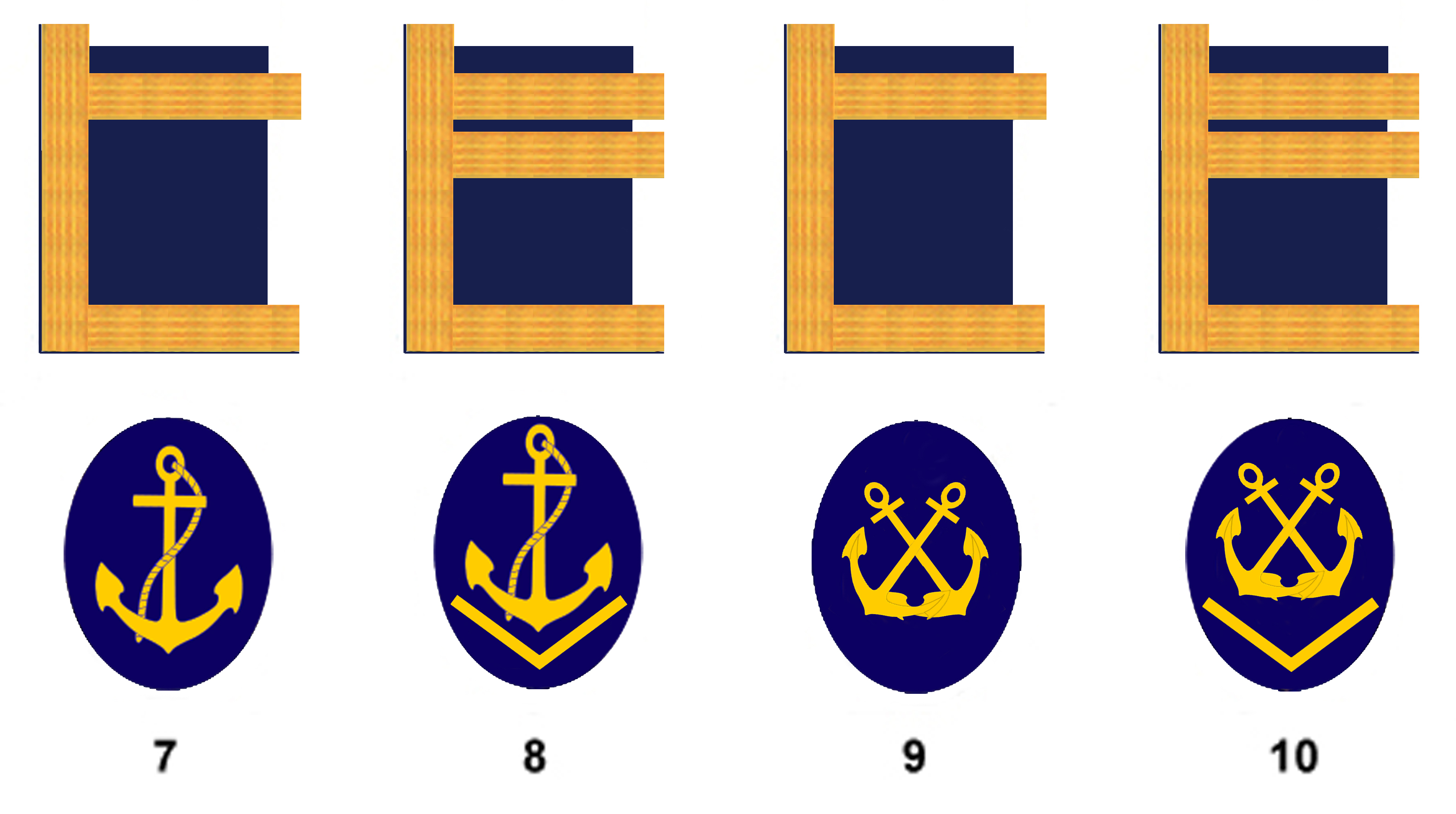
Bootsmannsmaat (7), Oberbootsmannsmaat (8), Steuermannsmaat (9), Obersteuermannsmaat (10)

### Offiziere
Die Schulterstücke der Kriegsmarine entsprachen bei allen Offizieren denen im Heer, wobei die Unterlage blau war. Kragenspiegel entfielen. Die Offiziere des seemännischen Dienstes trugen den schon erwähnten Seestern über den Streifen am Anzug. Darüber hinaus gab es für Offiziere die Laufbahnen:
- Technischer Dienst, Abzeichen: ein goldenes Zahnrad
- Sanitätsdienst, Abzeichen: ein goldener Äskulapstab
- Marinewaffendienst: gekreuzte goldene Rohre
- Sperrwaffendienst: eine goldene Raise
- Marinenachrichtendienst: ein goldener Blitz
- Marineartillerie

#### Stabsoffiziere
8. Kapitän zur See: zwei goldene Sterne. Ärmel: vier mittelbreite Streifen.

9–11. Fregattenkapitän: ein goldener Stern.
Ärmel: zunächst vier mittelbreite Streifen (Abb. 11), für ab 1. August 1940 Beförderte drei mittelbreite Streifen, mit Verfügung vom 27. Juli 1944 (Abb. 10); mit Verfügung vom 25. Februar 1944 (vermutlich mit Wirkung zum 1. April 1944) dann drei mittelbreite und ein schmaler Streifen (Abb. 9), der schmale Streifen zwischen den beiden oberen mittelbreiten Streifen. Die Abbildung ist insofern falsch.
12. Korvettenkapitän: kein Stern. Ärmel: drei mittelbreite Streifen.

#### Kapitänleutnante
13. Kapitänleutnant: zwei Sterne. Ärmel: Zwei mittelbreite Streifen, dazwischen ein schmaler Streifen.

#### Leutnante
14. Oberleutnant zur See. ein goldener Stern. Ärmel: Zwei mittelbreite Streifen.

15. Leutnant zur See. kein Stern. Ärmel: ein mittelbreiter Streifen.

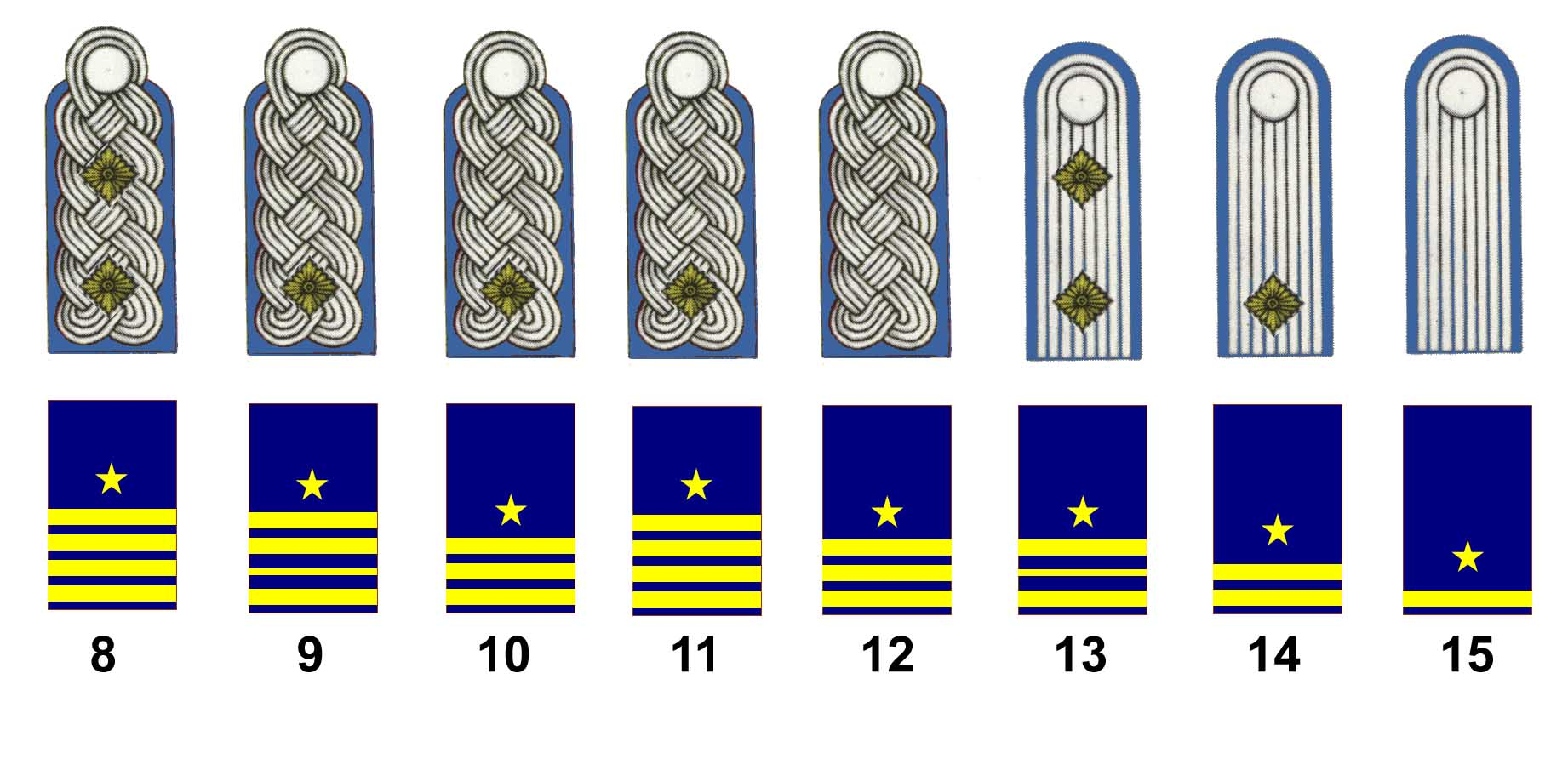
Kapitän z. S. (8), Fregattenkapitän ab Herbst 1944 (9), Fregattenkapitän (1944) (10), Fregattenkapitän (11), Korvettenkapitän (12), Kapitänleutnant (13), Oberleutnant z. S. (14), Leutnant z. S. (15)

#### Flaggoffiziere (Admirale)
Admirale trugen die gleichen Schulterstücke wie die Heeresgenerale, aber mit blauer Unterlage. Kragenspiegel entfielen auch hier.
| Bezeichnung           | Flaggoffiziere | Flaggoffiziere               | Flaggoffiziere | Flaggoffiziere | Flaggoffiziere | Flaggoffiziere | Flaggoffiziere |
| Bezeichnung           | Admirale       | Admirale                     | Admirale       | Admirale       | Admirale       | Admirale       | Stabsoffizier  |
| --------------------- | -------------- | ---------------------------- | -------------- | -------------- | -------------- | -------------- | -------------- |
| Schulterstücke        |                |                              |                |                |                |                |                |
| Ärmelstreifen/Tressen |                |                              |                |                |                |                |                |
| Dienstgrad            | Großadmiral    | Generaladmiral (hier als OB) | Generaladmiral | Admiral        | Vizeadmiral    | Konteradmiral  | Kommodore      |

## Sonderführer

Schulterstück Sonderführer

Im Laufe des Krieges kamen noch die sogenannten Sonderführer dazu. Bei ihnen handelte es sich um Zivilisten ohne oder mit ungenügender militärischer Ausbildung, die für eine besondere Aufgabe (z. B. als Dolmetscher, als Kriegsberichterstatter, als technische Spezialisten, Verwaltungs- oder Finanzfachleute, im Sanitätsdienst oder im Veterinärdienst) als Offiziere oder Unteroffiziere in einem entsprechenden Dienstrang (nicht: Dienstgrad!) in die Wehrmacht übernommen wurden. Ihre Uniformen und Schulterstücke ähnelten denen der entsprechenden Offiziers- bzw. Unteroffiziersränge der Wehrmacht, sie trugen jedoch deutlich andere, nicht vorgestoßene Kragenspiegel sowie eine goldene Litze über die Schulterstücke.

## Wehrmachtsverwaltung
Wehrmachtsbeamte trugen farblich leicht abgeänderte Wehrmachtsuniformen, hier gab es eine ähnlich gegliederte Rangfolge. Die Uniformtuchunterlagen waren dunkelgrün.

### Heeresbeamte
Verwaltungsbeamte des deutschen Heeres trugen als Waffenfarbe Dunkelgrün und wurden nach den verschiedenen Bereichen unterschieden, in denen sie tätig waren. Jeder Bereich wurde durch eine Zusatzfarbe gekennzeichnet. Sie lief als Paspelierung um den dunkelgrünen Kragen und um die Ärmelaufschläge und diente als Unterlage für die dunkelgrünen Schulterstücke. Diese trugen die Buchstaben „HV“ (Heeresverwaltung). Für Unteroffiziere, Reserveoffiziere sowie Generale waren sie aus Weißmetall gefertigt. Aktive Offiziere vom Leutnant bis zum Oberst erhielten goldfarbene Ausführungen. Es wurden folgende Zusatzfarben unterschieden:
- Hochrot: Beamte im politischen Verwaltungsbereich
- Karmesin: Beamte in Stäben
- Hellblau: Beamte des militärischen Gerichtswesens
- Hellgrün: Beamte der Pharmazie und Lebensmittelchemie (Apotheker)
- Weiß: Beamte des Zahlmeisterwesens
- Schwarz: Technische Beamte
- Gelb: Remonten-Beamte
- Orange: Beamte des Wehrersatzwesens
- Hellbraun: nichttechnische Beamte des Lehrpersonals an Heeresschulen

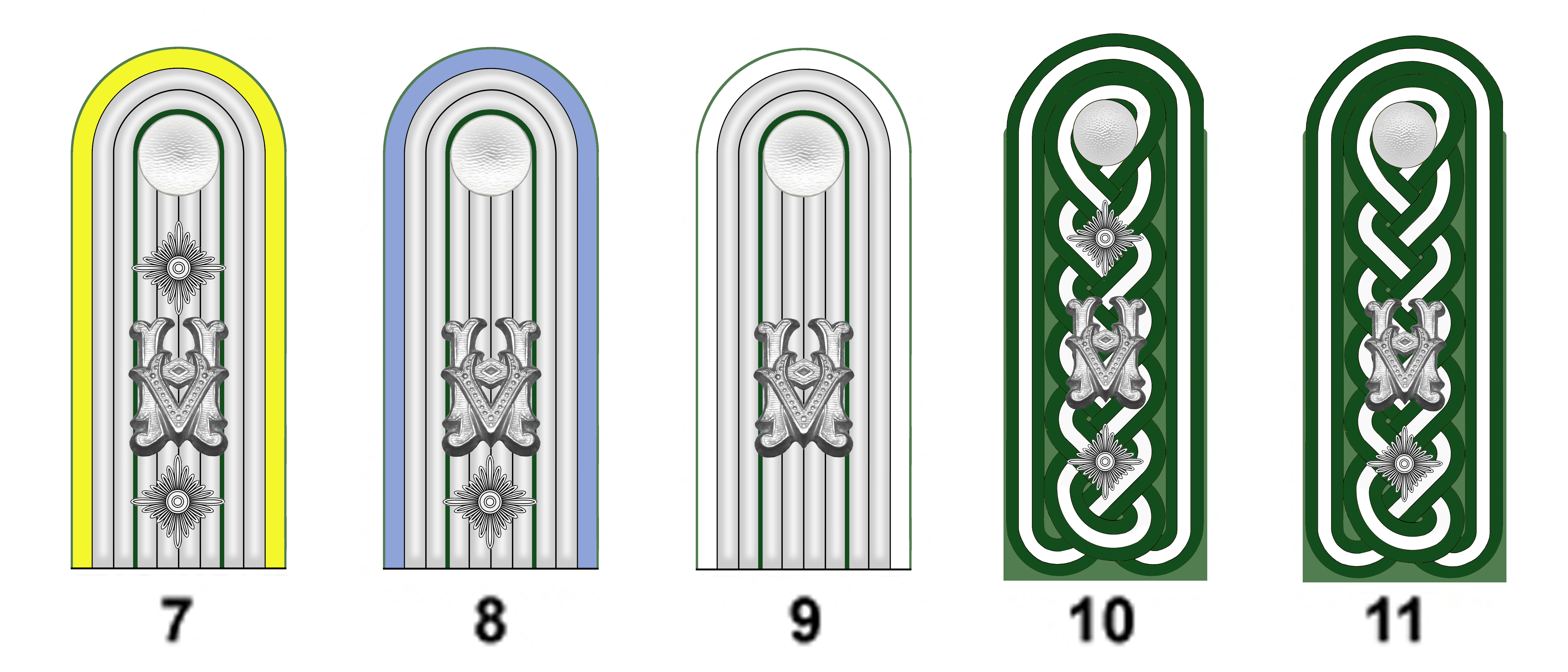
Beispiele

Zu Beginn des Jahres 1944 wurde die Laufbahn des Truppensonderdienstes eingeführt, Beamte erhielten nur noch eine Waffenfarbe ohne Nebenfarben. Die Kennzeichnung „HV“ fiel weg, dafür erhielten Beamte als Laufbahnabzeichen auf den Schulterstücken einen Merkurstab.

### Beamte am Reichskriegsgericht
Wehrmachtsbeamte, die am Reichskriegsgericht tätig waren, trugen Schulterklappen ohne die Buchstaben „HV“. Die zugeteilte Waffenfarbe war Bordeauxrot mit dunkelgrünem Faden in der Waffenfarbe der Heeresbeamten/Militärverwaltung.
Mit Einführung der Laufbahn des Truppensonderdienstes Anfang 1944 trugen Heeresrichter nur noch die Waffenfarbe Weinrot, verbunden mit einer Schwertminiatur als Laufbahnabzeichen auf den Schulterstücken.